# Gladiolus negeliensis
Gladiolus negeliensis är en irisväxtart som beskrevs av Peter Goldblatt. Gladiolus negeliensis ingår i släktet sabelliljor, och familjen irisväxter. Inga underarter finns listade i Catalogue of Life.